# ديف إليس
ديف إليس هو عداء مراثوني كندي، ولد في 25 أبريل 1937 في تورونتو في كندا.

## وصلات خارجية
- ديف إليس على موقع أوليمبيديا (الإنجليزية)